# Albrecht Glenz

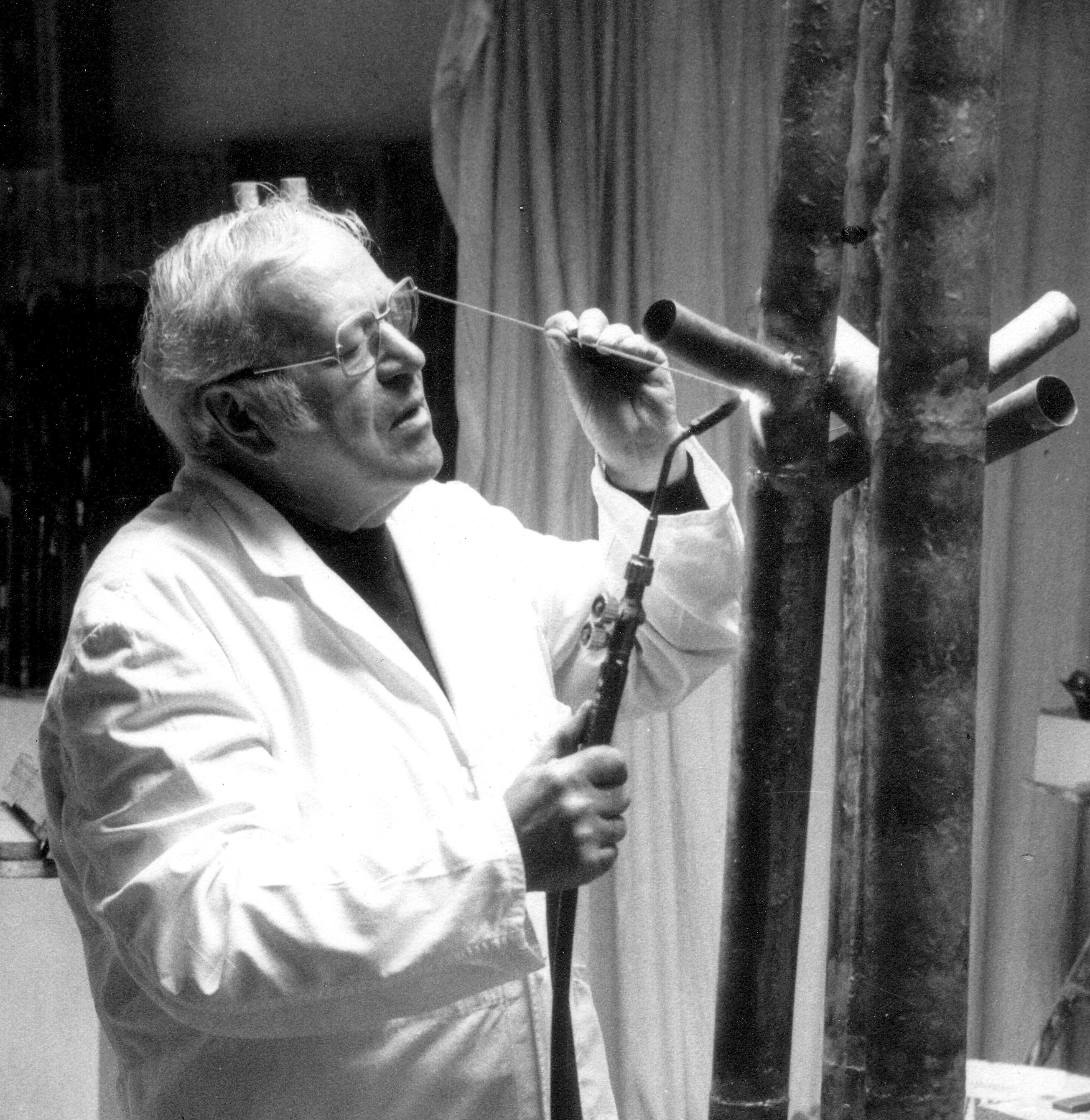
Albrecht Glenz, um 1975

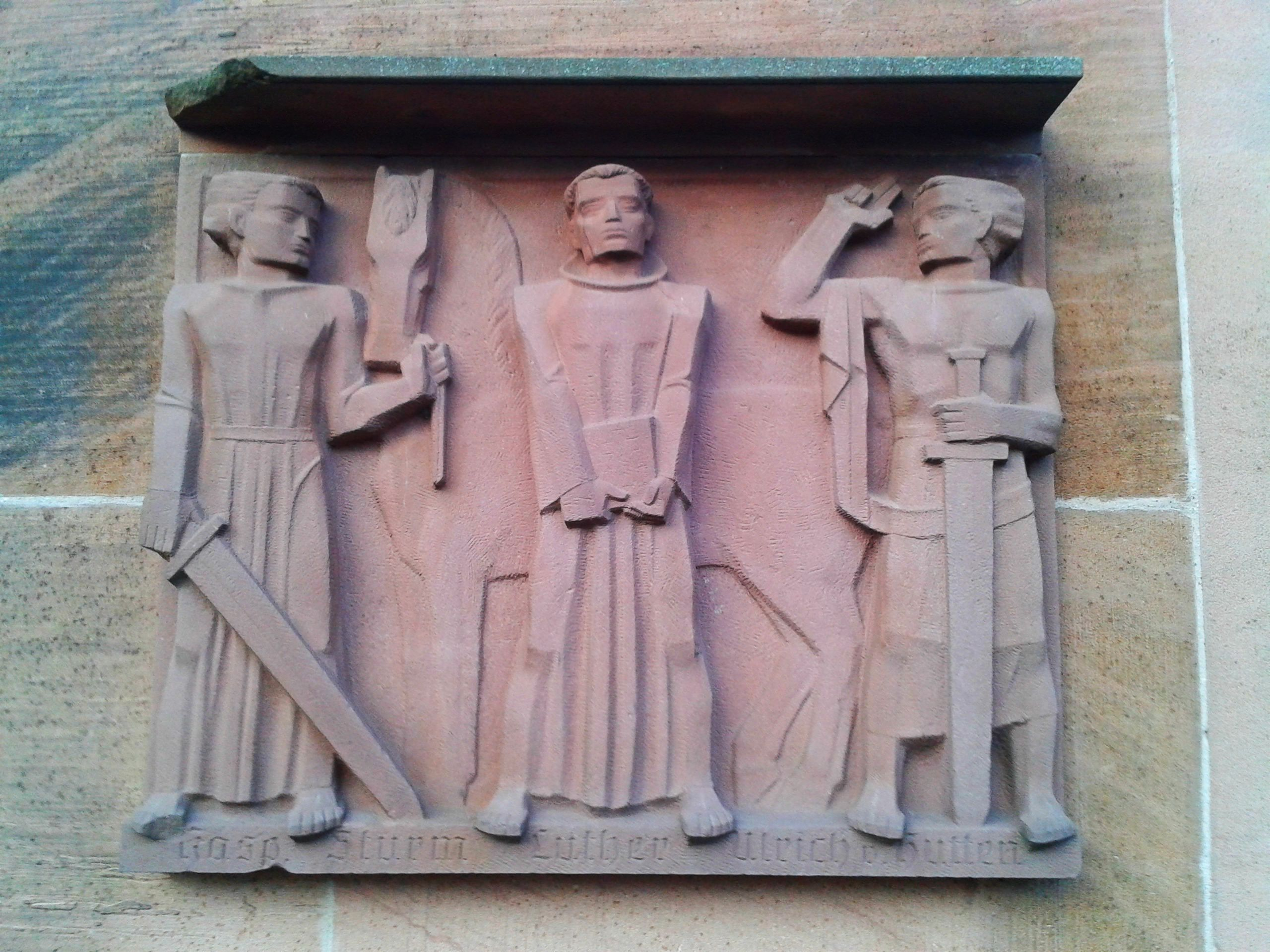
Relief am Platz der Partnerschaft in Worms: Kaspar Sturm, Martin Luther und Ulrich von Hutten (v. l. n. r.)

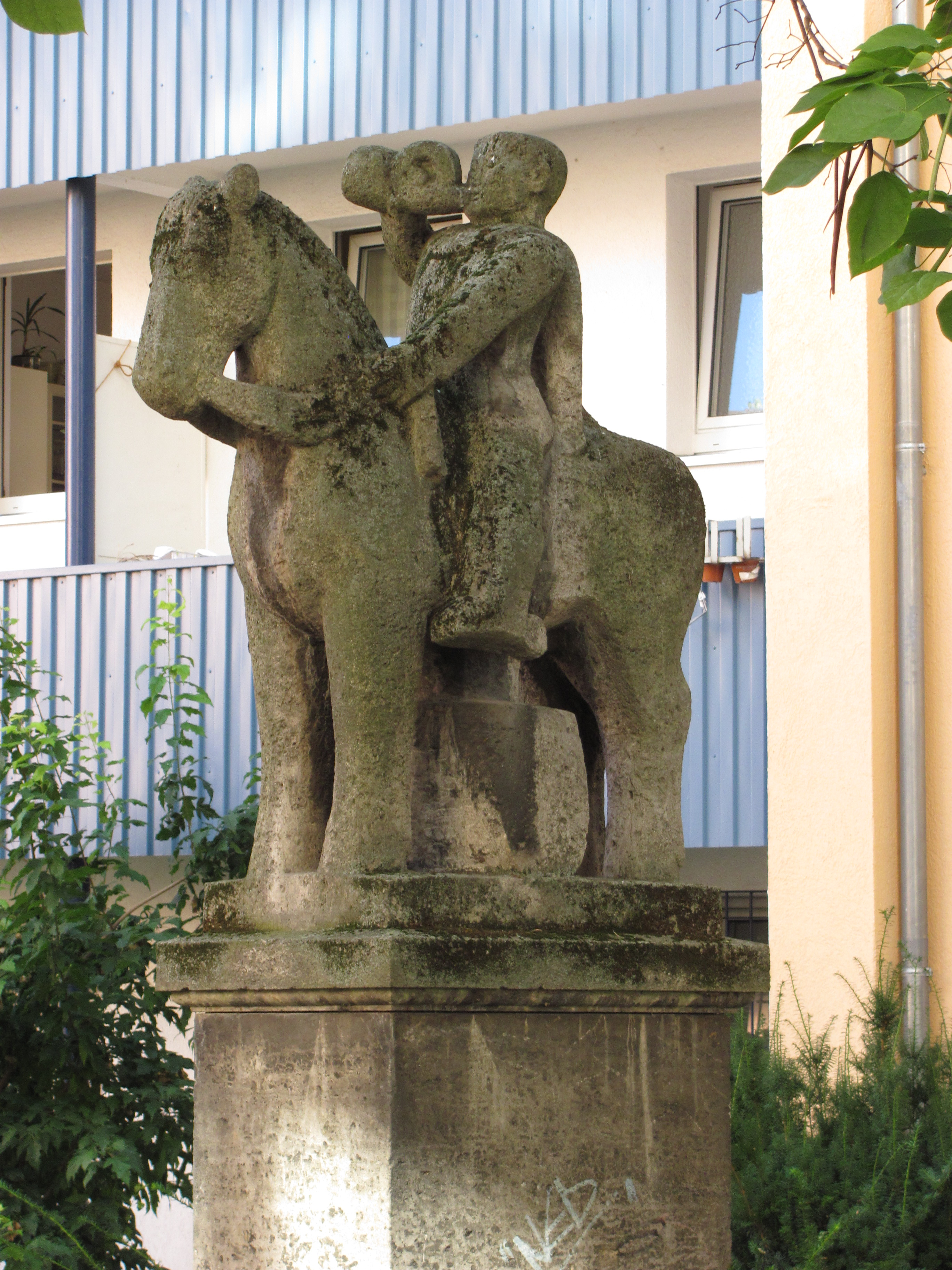
Postreiter von Albrecht Glenz im Hainer Hof in Frankfurt am Main

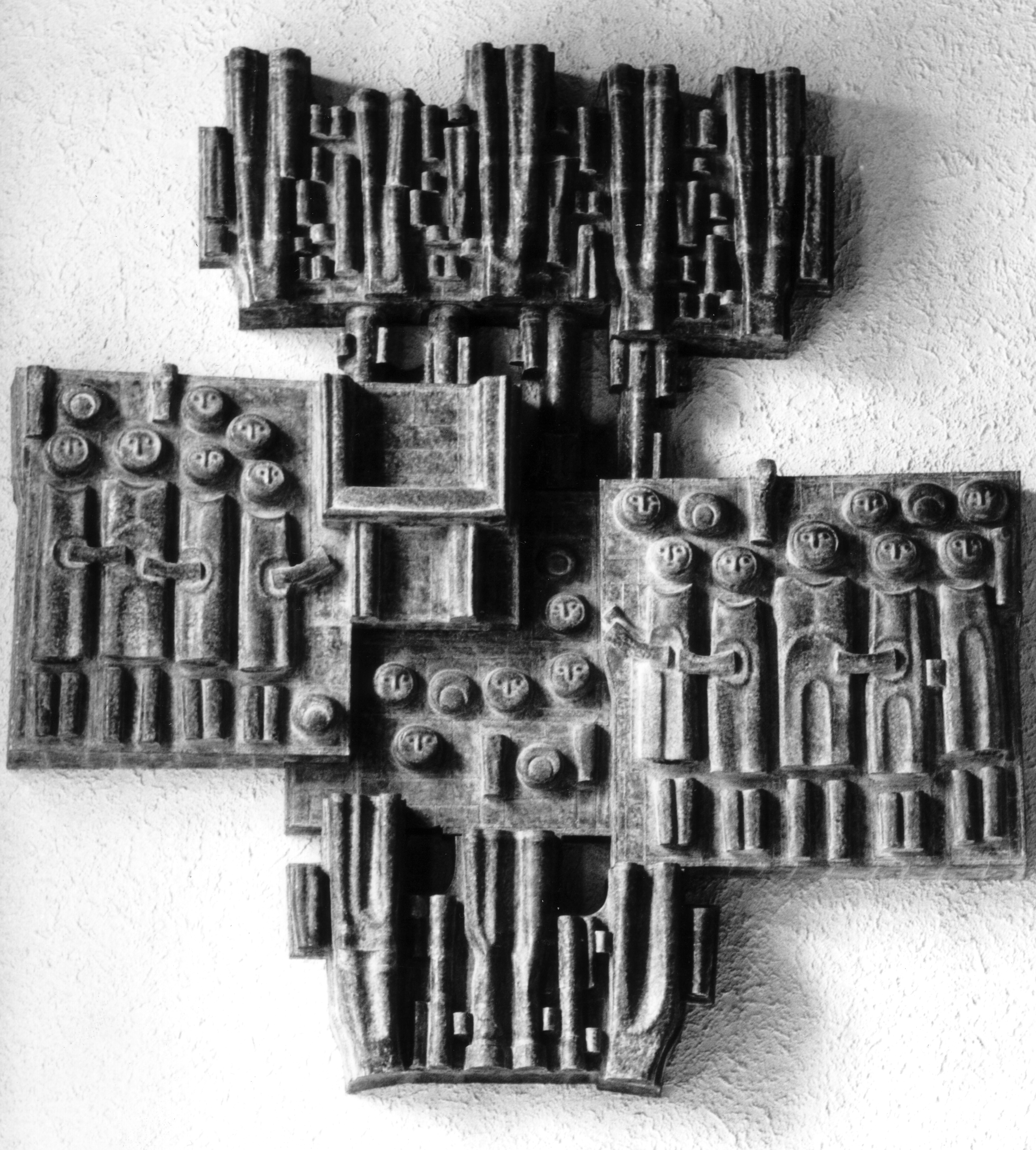
Bronzerelief Das Gericht für den Schwurgerichtssaal des Landgerichts Hanau, ca. 1970

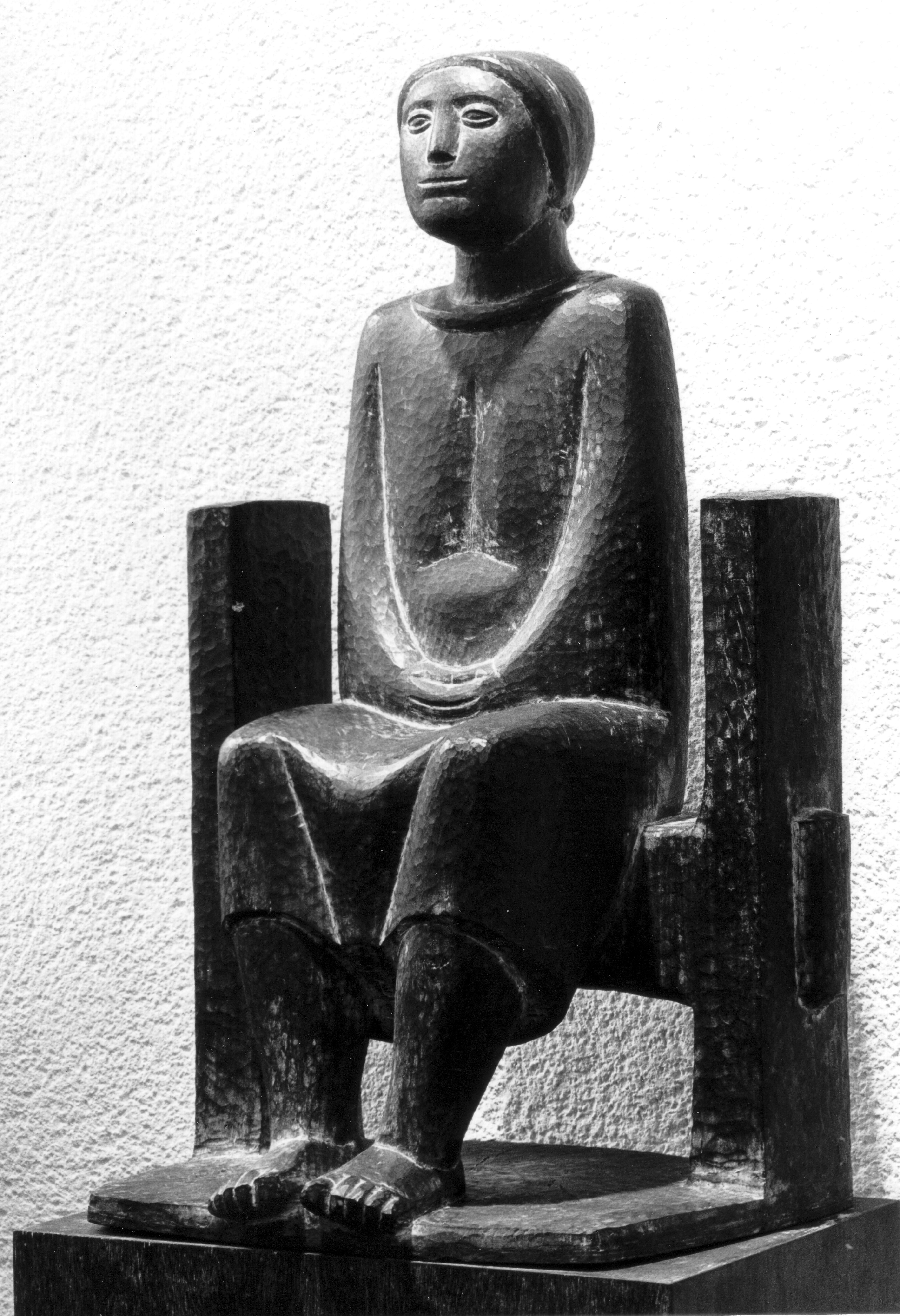
Figur einer Sitzenden, Lindenholz mit Kalk überzogen, farbig gefasst

Albrecht Glenz (* 6. August 1907 in Erbach im Odenwald; † 6. Februar 1990 in Hanau) war als Bildhauer in Frankfurt am Main, Erbach im Odenwald und in Hanau und als künstlerischer Dozent in Erbach im Odenwald und an der Staatlichen Zeichenakademie in Hanau tätig.

## Familie
Albrecht Glenz kam als Sohn des Elfenbeinbildhauers Otto Glenz und seiner Frau Minna, geb. Arrass, zur Welt. 1912 bis 1916 besuchte er die Grundschule in Hanau anschließend bis zu seinem Abitur 1925 das Gymnasium in Michelstadt und arbeitete in der väterlichen Werkstatt mit. Er war mit dem Künstler Reinhold Ewald befreundet. 1935 heiratete er Hildegard Müller, die schon im folgenden Jahr, nach der Geburt der Tochter Gisela, verstarb. 1940 heiratete er zum zweiten Mal, Ellen Strenger. Ihr Sohn Christoph kam 1940 zur Welt, die Tochter Susanne 1947 (heute: Voss und ebenfalls künstlerisch tätig).

## Künstlerischer Werdegang
1925/26 folgte der Besuch der Fachschule für Holz und Elfenbein in Erbach, 1926/27 ein Studium an der Kunstakademie München bei Joseph Wackerle und 1927–1932 an der Kunstakademie Düsseldorf als Meisterschüler von R. Richard Langer. Albrecht Glenz bezeichnete den Einfluss August Gauls auf sein frühes Schaffen als äußerst wichtig. 1932 schloss sich ein halbjähriger Studienaufenthalt in Paris und Spanien an. 1932 bis 1940 war er als selbstständiger Bildhauer in Frankfurt am Main in einem Atelier in der Städelschule tätig. Hier schuf er unter anderem Porträtbüsten von Leo Frobenius und Stefan George. In dieser Zeit arbeitete er auch fortlaufend an der Sanierung der Frankfurter Altstadt mit. Die dabei geschaffenen Werke sind allerdings mit der Zerstörung Frankfurts im Zweiten Weltkrieg größtenteils untergegangen, ebenso der gesamte Bestand an Kunstwerken, die sich noch in seinem Atelier befanden. Außerdem fertigte er in seiner Frankfurter Zeit Reliefs zur Ausgestaltung des Platzes der Nation in Worms (heute: Platz der Partnerschaft). Diese sind noch erhalten. Glenz war 1940 mit zwei Plastiken auf der Großen Deutschen Kunstausstellung in München vertreten. 
Ende 1940 wurde er zur Wehrmacht eingezogen und befand sich anschließend in US-amerikanischer Kriegsgefangenschaft. 1946 kehrte er nach Erbach zurück, wohin sich seine Familie während des Krieges in Sicherheit gebracht hatte. Noch im gleichen Jahr wurde er Mitglied der Darmstädter Sezession. Im folgenden Jahr wurde er Direktor der Fachschule für Holz und Elfenbein. Gleichzeitig blieb er freischaffend tätig. Es entstanden eine Reihe von Plastiken in Frankfurt am Main: die Figur eines Postreiters für den Hainer Hof, 1953 ein „Schwebender Genius mit Wappen der Stadt Frankfurt“ für die Bundesbahn-Hauptverwaltung und 1960 ein Betonrelief an der Neuen Nicolaikirche.
Nach Auflösung der Fachschule in Erbach 1955 wurde Albrecht Glenz als Dozent an die Zeichenakademie in Hanau versetzt, wo schon sein Vater 1912 bis 1916 gelehrt hatte. Über die für Frankfurt schon erwähnten Werke hinaus entstanden weitere im öffentlichen Raum. Hervorzuheben sind das Altarkreuz und die Leuchter für die Christuskirche in Hanau, die Ausstattung der Lutherkirche in Hanau-Wolfgang mit Altar, Taufbecken, Kanzel und Leuchter, eine Großplastik für den Schwurgerichtssaal im Landgericht Hanau (heute im Amtsgericht Idstein), ein Kupferrelief als Wandgestaltung im Arbeitsamt Hanau und ein Klappaltar für die Stephanuskirche in Göttingen.
Ab 1970 war er wieder als freier Bildhauer tätig. Zum umfangreichen Spätwerk zählen die Bronze-Plastik zum Märchen „Die sechs Schwäne und ihre Schwester“ für die Ecksituation Freiheitsplatz / Hammerstraße in Hanau, heute im Schlossgarten, und die Stadtwiesensäule in Erbach.

## Werk
Das Werk von Albrecht Glenz umfasst bildhauerische Arbeiten in Elfenbein, Holz, Bronze, Kupfer und Stein, darunter auch Großplastiken. Sein Stil war ein gemäßigter Realismus, immer dem natürlichen Vorbild verbunden, aber formal verknappt bis hin zur Abstraktion. Neben den Bildhauerarbeiten besteht auch ein sehr umfangreiches zeichnerisches Werk.
Arbeiten von ihm befinden sich im Hessischen Landesmuseum Darmstadt, Deutschen Elfenbeinmuseum in Erbach, Historischen Museum Hanau und im Landschaftsmuseum Seligenstadt.

## Würdigungen
- 1963: Ehrenplakette des Hessischen Ministerpräsidenten in Silber für seine Elfenbeinarbeiten.
- 1982 erhielt er zu seinem 75. Geburtstag die August-Gaul-Plakette der Stadt Hanau verliehen.
- 1993 veranstaltete das Historische Museum Hanau eine umfassende Retrospektiv-Ausstellung.